# 앤 스필버그
앤 스필버그(영어: Anne Spielberg, 1949년 12월 25일 ~ )는 미국의 각본가이자 영화 프로듀서이다. 1988년 영화 빅의 공동 프로듀서이자 공동 각본가로 가장 잘 알려져 있으며, 영화 감독 스티븐 스필버그의 여동생이다.

## 초기 생활
1949년 12월 25일 펜실베이니아주 필라델피아에서 태어난 앤 스필버그는 오하이오주 신시내티 출신의 아널드 스필버그와 리아 (포스너) 스필버그의 딸이며, 영화 제작자 스티븐 스필버그, 낸시 스필버그, 수 스필버그의 여동생이기도 하다.

## 경력
오빠의 제작사인 앰블린 엔터테인먼트에서 일한 후, 이웃인 게리 로스와 함께 1988년 영화 빅을 각본을 함께 써 아카데미 각본상 후보에 올랐다. 또한 저명한 텔레비전 및 영화 프로듀서인 제임스 L. 브룩스와 함께 이 영화의 공동 프로듀서였다. 1988년 사탄의 인형 (1988)과 토이 스토리 (1995)에서 영감을 받은 영화 스몰 솔저의 공동 각본가로 참여했지만 크래딧에 실리지는 않았다 .

## 대중문화에서
스티븐 스필버그의 2022년 반자전적 영화 파벨만스에서 형제자매들과 함께 묘사되었는데, 주인공 새미 파벨만 (개브리엘 라벨)의 첫 번째 여동생인 가상의 레지 파벨만으로 등장했으며, 줄리아 버터스가 연기했다.